# Antankarana
Los antankarana o antakarana son un grupo étnico de Madagascar que habita en el extremo norte de la isla, cerca de Antsiranana. Su nombre significa ‘la gente del tsingy’ (que son las formaciones de roca caliza que distinguen el territorio que tradicionalmente han ocupado los antankarana). El tsingy de los antankarana se puede visitar en la reserva Ankarana. En 2013 había unos 50 000 antakaranas en Madagascar.

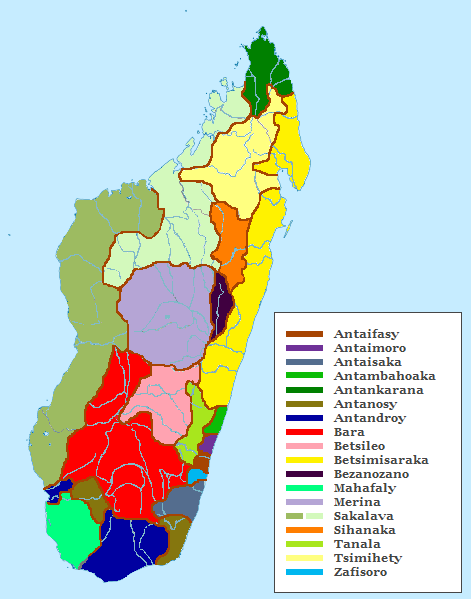
Distribución de los grupos étnicos malgaches.

Los antankaranas hablan un dialecto del idioma malgache, el cual es una rama del grupo de idiomas malayo-polinesios derivada de los idiomas barito, que se hablan en el sur de Borneo.